# Halina Nowacka-Durnaś
Halina Nowacka-Durnaś (ur. 31 października 1909 w Poznaniu, zm. 28 września 2005 w Szczecinie) – polska pianistka i nauczycielka muzyki, organizatorka życia muzycznego w powojennym Szczecinie, założycielka i dyrektor pierwszej w mieście szkoły muzycznej, która w 1988 roku weszła w skład Zespołu Szkół Muzycznych im. Feliksa Nowowiejskiego.

## Życiorys

### Lata 1909–1940
Halina Nowacka była córką Ludwika Nowackiego i Bronisławy z domu Czyżewskiej. Urodziła się w październiku 1909 roku w Poznaniu. Miała liczne rodzeństwo (jednym z braci był Witold Nowacki). Wczesne dzieciństwo spędziła w Zakrzewie k. Gniezna. W 1918 roku rodzina przeprowadziła się do Poznania; w następnych latach kilkakrotne zmieniała miejsce zamieszkania (Gdańsk, Janowiec Wielkopolski, od 1922 roku Bydgoszcz). Halina Nowacka uczyła się gry na fortepianie w Nakle nad Notecią (lekcje prywatne) i w Bydgoskim Konserwatorium Muzycznym.
w 1936 roku rodzina ponownie zamieszkała w Poznaniu, gdzie młoda pianistka nagrywała utwory dla bydgoskiego, toruńskiego i poznańskiego radia.

### Lata 1940–1945
W marcu 1940 roku rodzinę Nowackich wysiedlono do Janowca nad Wisłą. W czerwcu 1942 roku Halina Nowacka wyszła za mąż za Stanisława Durnasia, lekarza weterynarii i swojego pierwszego ucznia. Mieli syna Marka. Mąż uczestniczył w Ruchu Oporu Armii Krajowej, za co został rozstrzelany w czerwcu 1944 roku (wraz z grupą czterdziestu więźniów). Halina Durasiowa z dzieckiem i rodzicami przeniosła się do Karczmisk. Przed wrześniem 1944 roku (zob. kalendarium II wojny światowej) wyjechała do Lublina. Przez niecały rok była nauczycielką fortepianu w Państwowym Instytucie Muzycznym im. St. Moniuszki, powołanym przez Ministra Kultury i Sztuki PKWN, Wincentego Rzymowskiego (uczelni nawiązującej nazwą do przedwojennego Instytutu Muzycznego, założonego przez Lubelskie Towarzystwo Muzyczne).

### Lata 1945–2005
H. Nowacka-Durnaś przyjechała do Szczecina 19 sierpnia 1945 roku. Wkrótce rozpoczęła pracę nauczyciela śpiewu i muzyki w Państwowym Gimnazjum i Liceum Janiny Szczerskiej. W pierwszej inauguracji roku szkolnego, która odbyła się 1 września 1945 roku, wzięli udział niemal wszyscy ówcześni polscy mieszkańcy miasta, zgromadzeni wzdłuż alei Piastów.
Po kilku miesiącach (luty 1946), po otrzymaniu zgody Ministerstwa Kultury i Sztuki (Tymczasowy Rząd Jedności Narodowej) utworzyła i została dyrektorem prywatnej Niższej (pięcioklasowej) i Średniej (sześcioklasowej) Szkoły Muzycznej. Szkole nadano imię Karola Szymanowskiego. Początkowo lekcje odbywały się w prywatnym mieszkaniu założycielki szkoły (al. Piastów 72), a w kolejnych miesiącach w większych pomieszczeniach przy ul. Armii Czerwonej 1 (obecnie: ul. Monte Cassino) i z udziałem coraz liczniejszego grona pedagogicznego. We wrześniu naukę rozpoczęło 239 uczniów w klasach fortepianu, skrzypiec, śpiewu solowego i akordeonu.

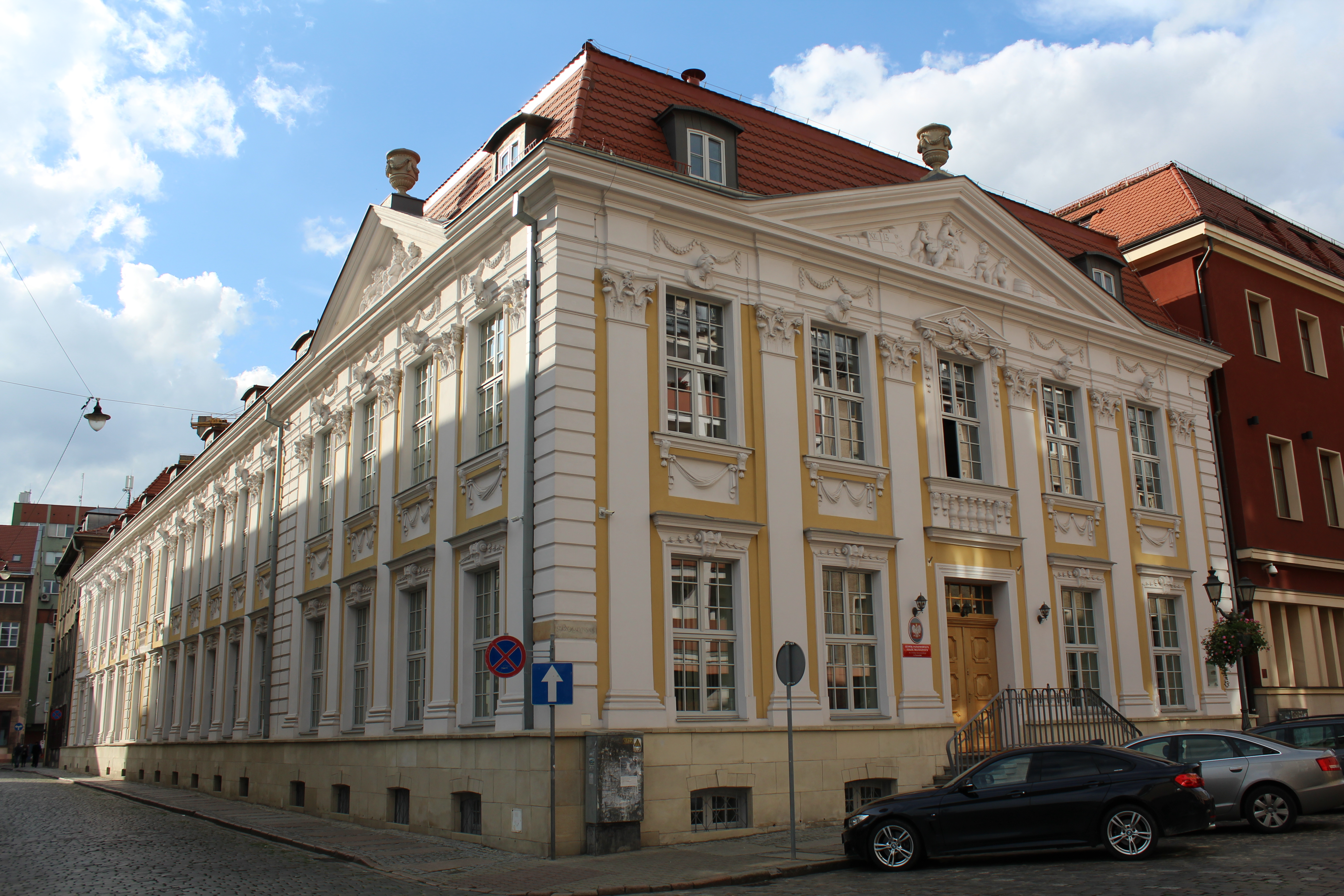
Siedziba Zespołu Szkół Muzycznych im. Feliksa Nowowiejskiego

W powojennych warunkach poszukiwanie niezbędnych lokali, instrumentów i literatury muzycznej wymagało wielkiego wysiłku i zdolności organizacyjnych. Halina Durnasiowa nie ograniczała się do tej pracy – pełniła równocześnie (od 1 października 1946) funkcję kierownika Okręgowego Biura Koncertowego, popularyzując muzykę wśród mieszkańców miasta.
W 1950 roku szkołę upaństwowiono. Została połączona z utworzoną w marcu 1946 roku drugą prywatną szkołą muzyczną (od 1950 Państwowa Szkoła Muzyczna im. Fryderyka Chopina) i prowadzoną przez Wacława Piotrowskiego. Wspólnie z IX Liceum Ogólnokształcącym utworzono Liceum Muzyczne (1980), działające w byłym „pałacu Wolkenhauera”. W 1988 roku powstał Zespół Szkół Muzycznych im. Feliksa Nowowiejskiego.
W szkole pracowała ponad 50 lat, wychowując pokolenia znanych pianistów; wśród nich byli Marek Jasiński i Roman Kraszewski, pierwszy absolwent szkoły i nauczyciel od roku szkolnego 1948/49.

## Wyróżnienia, upamiętnienie i opinie wychowanków

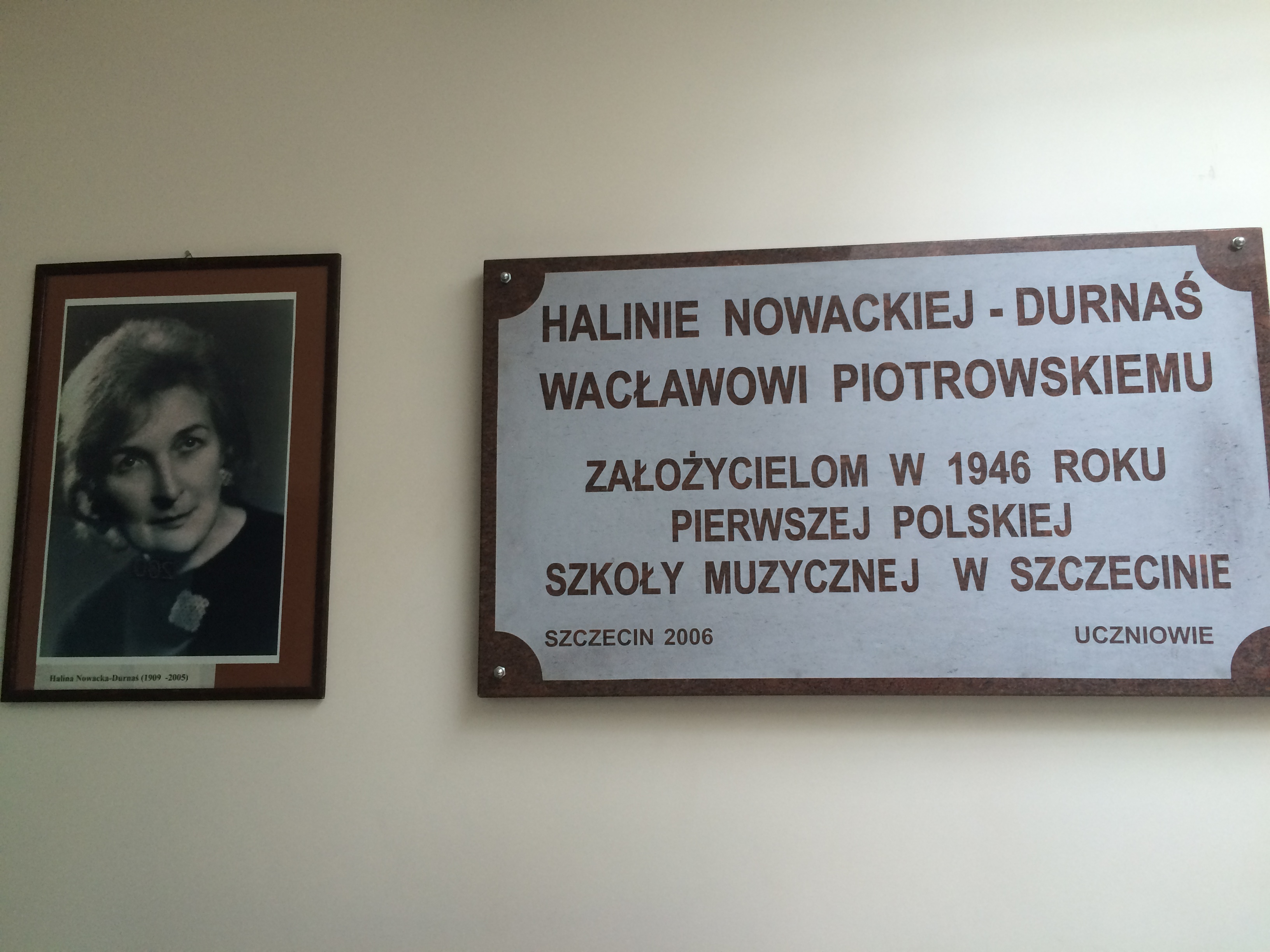
Tablica pamiątkowa w budynku „Muzyka”

Została odznaczona Krzyżem Kawalerskim Orderu Odrodzenia Polski (1991) oraz wyróżniona:
- tytułem honorowym „Zasłużony Nauczyciel Rzeczypospolitej Polskiej”
- wpisem do „Księgi Zasłużonych dla Pomorza Zachodniego” z okazji 50-lecia pracy nad rozwojem szczecińskiej pianistyki

Słowa jednej z uczennic:

Pani Profesor oddziaływała na nas poprzez swoją osobowość, niezaprzeczalne umiejętności w zakresie gry na fortepianie i wewnętrzny spokój, który nam potrafiła przekazać. Myślę, że czuwała nad nami, czyniąc to jednak w bardzo dyskretny sposób, pełen taktu i wyczucia charakteru każdego ucznia, traktując nas zawsze bardzo indywidualnie uzyskiwała wspaniałe efekty nie tylko w nauczaniu, ale także na polu wychowawczym.

Formą upamiętnienia Haliny Nowackiej-Durnaś jest praca magisterska Piotra Woźniaka na temat jej działalności pedagogicznej.